# Uruk

Situación de las ciudades de la antigua Mesopotamia. Uruk se encuentra en el sur.

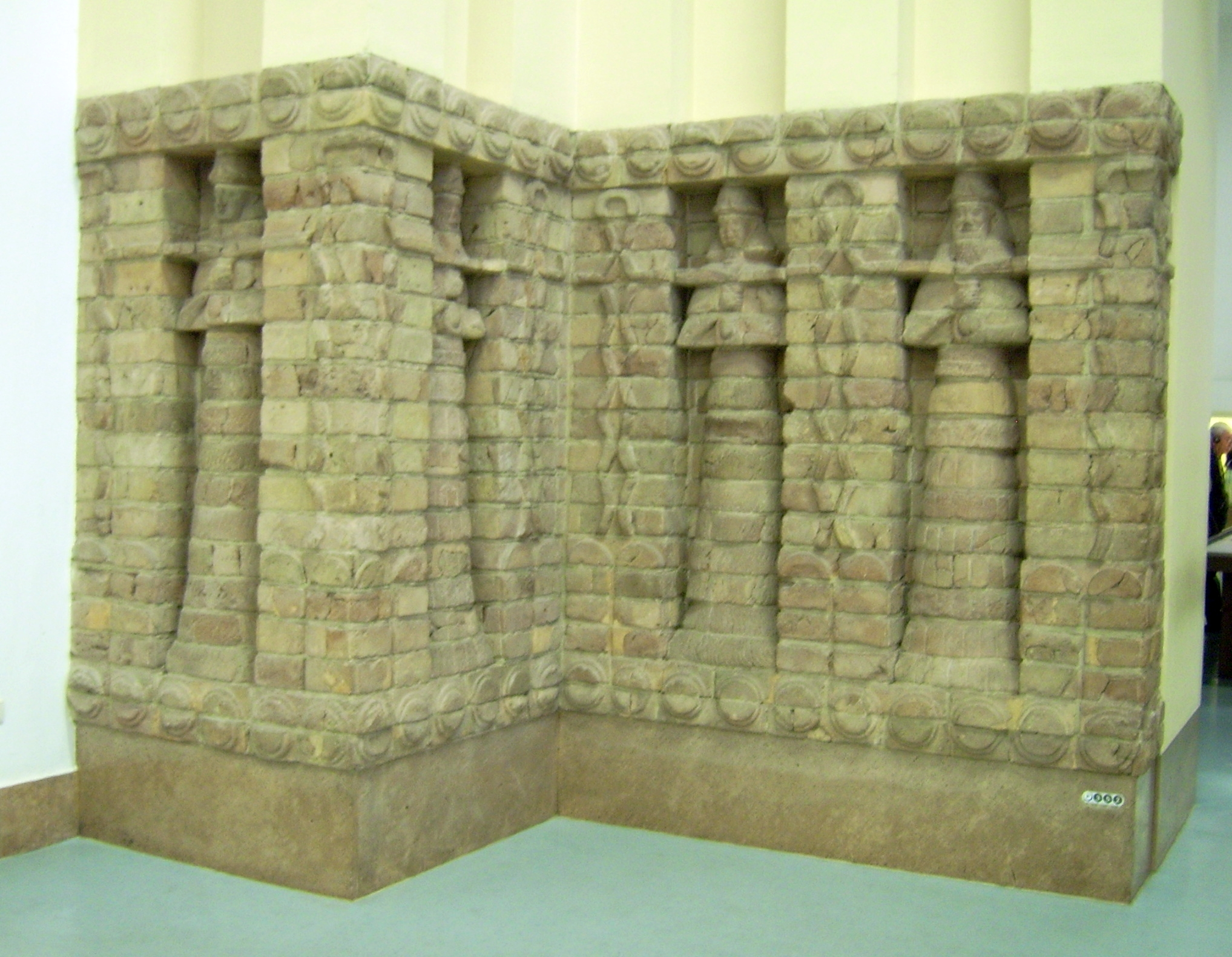
Relieve en el frontal del templo de Inanna de Karaindash de Uruk.

Uruk (en cuneiforme 𒌷𒀕 o 𒌷𒀔, transliterado en sumerio Unug; en acadio, transl. Uruk; en árabe وركاء  transl. Warkā;  en arameo/hebreoאֶרֶךְ translit. Éreḵ o Erech; en griego antiguo Ὀρχόη, transl. Orkhoē, Ὀρέχ u Orekh; en griego Ὠρύγεια, transl. Ōrugeia) fue una antigua ciudad de Mesopotamia situada en la ribera oriental del río Éufrates, en una región de humedales pantanosos a 225 km al SSE de Bagdad, en la actual Irak. Uruk disponía de una red de tres canales fluviales, salvados por varios puentes, que la conectaban con el río Éufrates.
Uruk desempeñó un papel preponderante en la temprana urbanización de Sumer a mediados del IV milenio a. C.. En su apogeo, hacia el principio del III milenio a. C., Uruk tenía una zona amurallada de unos 6,5 km², estimándose su población entre 50 000 y 80 000 habitantes, siendo por lo tanto la mayor ciudad del mundo en esa época. Según la tradición sumeria, tal como se recoge en la cronología presentada en la lista de reyes sumerios, allí vivió Gilgamesh, héroe de una de las obras literarias más antiguas de la historia, el Poema de Gilgamesh, y de quien se dice que construyó el templo de Eanna y las murallas de la ciudad. Uruk fue probablemente el lugar de nacimiento del sello cilíndrico, así como del cálculo y la contabilidad. Precisamente en Uruk se ha encontrado una tablilla de barro con el primer uso del cero.
En sumerio la palabra uru podía significar 'ciudad, pueblo, aldea, distrito'.
Aunque no está corroborado, se cree que el nombre árabe de Babilonia, que finalmente se convirtió en el nombre del país actual, al-ʿIrāq, se deriva del nombre Uruk, a través del arameo (Erech) y posiblemente a través del persa medio (Erāq).
En julio de 2016 la Unesco eligió el sitio arqueológico de Uruk como Patrimonio Mixto de la Humanidad, como «parte de los vestigios arqueológicos de asentamientos sumerios en la Baja Mesopotamia, que florecieron entre el tercer y el cuarto milenio a. C 

## Historia
Los restos más antiguos que se conservan de Uruk (niveles XVIII-XVI) están datados entre el 5300 a. C. y el 4574 a. C. mediante la prueba de carbono 14 y pertenecen, por las características de su cerámica al período de El Obeid. Entre las fases XVI y IX (V milenio a. C.) se observa un período de transición cuya denominación no está fijada.
Es a partir del nivel X (3800 a. C.) cuando empiezan a encontrarse vestigios claramente característicos de un nuevo período, el llamado período de Uruk. Algunas de sus características son: una cerámica de paredes finas y gruesos "labios" biselados; la difusión del sello cilíndrico, un rodillo de piedra con diseños grabados en su superficie que, al hacerse rodar sobre la arcilla fresca, imprime las imágenes; y una arquitectura monumental.
A los grandes edificios de Uruk de esta etapa se les ha dado la denominación de templos, si bien no se puede asegurar el uso que tuvieron, pudiéndose haber tratado de palacios. En el nivel IV se aprecia una rápida sucesión de edificios que se construyeron, sustituyéndose los unos a los otros en cortos espacios de tiempo, de los cuales destacan los Templos D y E, de gran tamaño y monumental arquitectura, que, inexplicablemente, fueron cuidadosamente desmantelados, sepultando sus objetos en cámaras construidas para tal pretexto, sobre las cuales se edificaron nuevos palacios.
Pasado el período Uruk, en los períodos Jemdet-Nasr y Dinástico Arcaico la ciudad siguió creciendo, alcanzando su máxima extensión hacia principios del III milenio a. C. coincidiendo con la construcción de una impresionante muralla. Sin embargo, existen indicios de que este aumento de población trajo problemas sociales que pudieron ser sofocados mediante la violencia: la destrucción "ritual" de los templos del nivel IV; la proliferación en los sellos cilíndricos de imágenes con prisioneros y la gran cantidad de armamento encontrado en estos niveles. Oppenheim afirma que: 

En Uruk, en la zona sur de la Mesopotamia, la civilización sumeria parece alcanzar su cúspide creativa. Esto se encuentra indicado repetidas veces en las referencias a esta ciudad en textos religiosos y, especialmente, en textos literarios, incluyendo aquellos de contenido mitológico; la tradición histórica preservada en la lista de reyes sumerios lo confirma. El centro del poder político se desplaza posteriormente de Uruk a Ur.

Perdida la hegemonía, Uruk continuó siendo una ciudad importante como centro religioso de primer orden en los siguientes siglos. En el I milenio a. C. vivió otra etapa floreciente y, aún en el período seléucida, era el centro de una importante comunidad de astrónomos.

## Sociedad

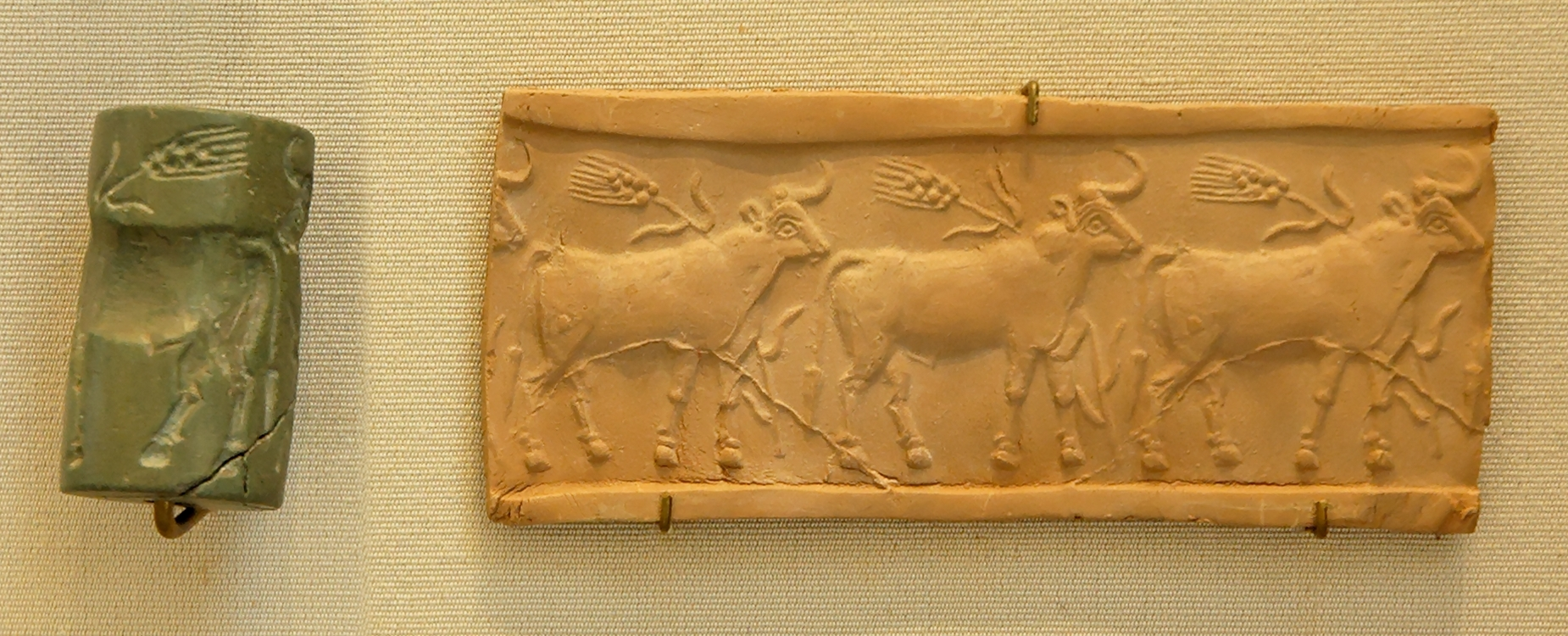
Sello cilíndrico e impresión: grupo de ganado en un campo de trigo. Caliza, Mesopotamia, período de Uruk. El sello cilíndrico estaba formado por una piedra u otro objeto de material duro de forma cilíndrica en el cual se tallaban motivos decorativos. Este sello podía hacerse rodar sobre ladrillos de arcilla aún blandos, grabando así sus motivos en ellos. Museo del Louvre, Department of Oriental Antiquities.

En Uruk se encuentran por primera vez tablillas de arcilla con muescas que demuestran la existencia de una contabilidad, lo cual puede interpretarse como un paso previo a la elaboración de la escritura. El sello cilíndrico aparece entre los niveles V y IV.
No se conoce con certeza hasta qué punto estaba jerarquizada la sociedad de Uruk. Se han propuesto varios modelos diferentes. Así, el arqueólogo checo Petr Charvát defiende que se trataba de una sociedad básicamente igualitaria lo cual se demostraría, entre otras cosas, en el carácter abierto de los edificios centrales de la ciudad, alejados de ser palacios cerrados y rodeados de plazas y foros, recordando al aspecto de las polis griegas posteriores. Otros autores, como Pollock, defienden que el gobierno de Uruk era básicamente autoritario y que la supremacía de ésta sobre el resto de regiones fue lograda mediante la fuerza.
La visión de la sexualidad en los períodos previos a la escritura no se conoce con detalle; sin embargo, el acto sexual es mostrado en algunos sellos cilíndricos, por lo que no parece que se tratase de un tema tabú. Sí se tienen referencias más tardías de las prácticas sexuales habituales en la ciudad, dedicada a la diosa Ishtar. Así, en el poema babilonio de Erra se critica duramente la actitud de un rey de Uruk, que no trata con suficiente amabilidad a "prostitutas, cortesanas y busconas [...] a los chicos alegres que cambiaron su masculinidad por femineidad" ya que estos con sus actos veneran a la diosa. Parece que el hecho de que los jóvenes durmieran en sus propias camas era algo preocupante y la copulación en las calles era una práctica habitual. El papel de la prostitución no está claro, y una posible función ritual ha sido discutida.
Cronología:
- 3500-3200 a. C. Uruk Antiguo
- 3200-3000 a. C. Uruk Reciente
- 3000-2850 a. C. Yemdet Nars

## Mitología

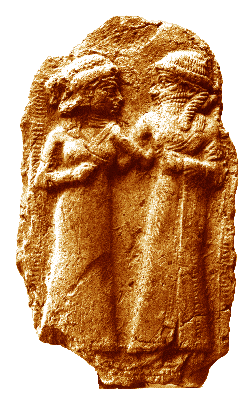
El matrimonio de Inanna y Dumuzi, al que Inanna mandó a los infiernos por tratar de ocupar su lugar cuando ella estaba en el inframundo, antes de ser resucitada por Enki.

De acuerdo con la lista de reyes sumerios, Uruk fue fundada por Enmerkar, quien trajo la sede real con él desde la ciudad de Eanna. Otros reyes históricos de Uruk incluyen a Lugalzagesi de Umma, quien conquistó Uruk, y Utukhengal.
Según el mito sumerio de Enki e Inanna (en acadio Ea e Ishtar) el dios del agua Enki —una de las deidades más importantes— ocultaba los me, que eran todas aquellas formas de conducta y usos sociales necesarios para el funcionamiento del mundo. Pero Inanna, diosa del amor y de la ciudad de Uruk, quiere llevárselos a su ciudad. Para ello viaja en barca hacia el apsu, el hogar de Enki, y lo emborracha en la fiesta de bienvenida que este le prepara, tras lo cual se lleva los me a Uruk desde donde se difunden.
La Biblia hace referencia a Uruk en numerosas ocasiones: en ella se atribuye su fundación a Nimrod, del cual se dice que Uruk fue la segunda ciudad que fundó, después de Babilonia (Génesis 10:10). En Esdras 4:9-10 hace referencia a un exilio de las gentes de Uruk:

9.- [...] las gentes de Uruk, de Babilonia y de Susa -es decir los elamitas-.
10.- y los restantes pueblos que el gran Asnapper deportó y estableció en las ciudades de Samaria y en el resto de Transeufratina

Asnapper es generalmente identificado como el conquistador asirio Asurbanipal, quien llevó a cabo una campaña contra los babilonios del sur a los cuales, según ese pasaje, habría deportado a Samaria tras la conquista.

## Arquitectura

Área o distrito de Eanna en Uruk IV.

Área o distrito de Kullaba o Anu en Fase E de Uruk III.

En la ciudad de Uruk destacaban dos áreas dedicadas como centro urbano, ya sea político u religioso —su utilización no está clara—: Eanna y Kullab (o Kullaba).
Eanna se encontraba en un terreno llano, era el montículo más antiguo y fue a partir del período de Uruk (3400 a. C.) cuando su arquitectura comenzó a destacar y allí se adoraba a la diosa Inanna. De esta etapa es el llamado Templo de los Conos de Piedra —que pese a llamárselo templo no es seguro que tuviese un uso religioso— que tenía paredes de hasta 3,5 metros de altura de piedra, unidas por un cemento a base de ladrillo y yeso picado. Estaba formado por una nave central y dos pasillos rodeados por tres grandes murallas que en conjunto formaban un área de 28×19 metros, bajo las cuales se encontraba un sótano inaccesible cuya utilidad se desconoce. El Templo de Caliza de Eanna V fue construido en una etapa posterior. Su planta era rectangular y estaba formada por una gran nave central de 58×9 metros rodeada de una serie de habitaciones con salida al exterior, quedando completamente accesible desde la plaza pública, y estaba igualmente construido en piedra. En el nivel IV se construyeron los templos D y E que, como se ha comentado, fueron desmantelados en el nivel III (3200 a. C.). El Templo D era el mayor de ellos, con unas dimensiones de 45×80 metros, estrechas entradas y nave central en forma de T. El Templo E contenía una cámara central cuadrada flanqueada a cada lado por vestíbulos comunicados con el exterior y con la cámara central por numerosas entradas. Los edificios que se construyeron tras estos en el nivel III siguieron un esquema bastante parecido.
En Kullab, que se levantaba en una zona inclinada y abrupta se encontraba el templo de An, dios del cielo. En sus fases más tempranas contenía una serie de estructuras simétricas. En este montículo, cada vez que se realizaba una nueva construcción se sepultaba la anterior, dejándola como cimiento de la nueva, por lo que ésta quedaba cada vez a mayor altura. Uno de los edificios más destacados fue el llamado Templo Blanco el cual también terminó siendo cubierto por ladrillos y sepultado.

## Trabajos arqueológicos

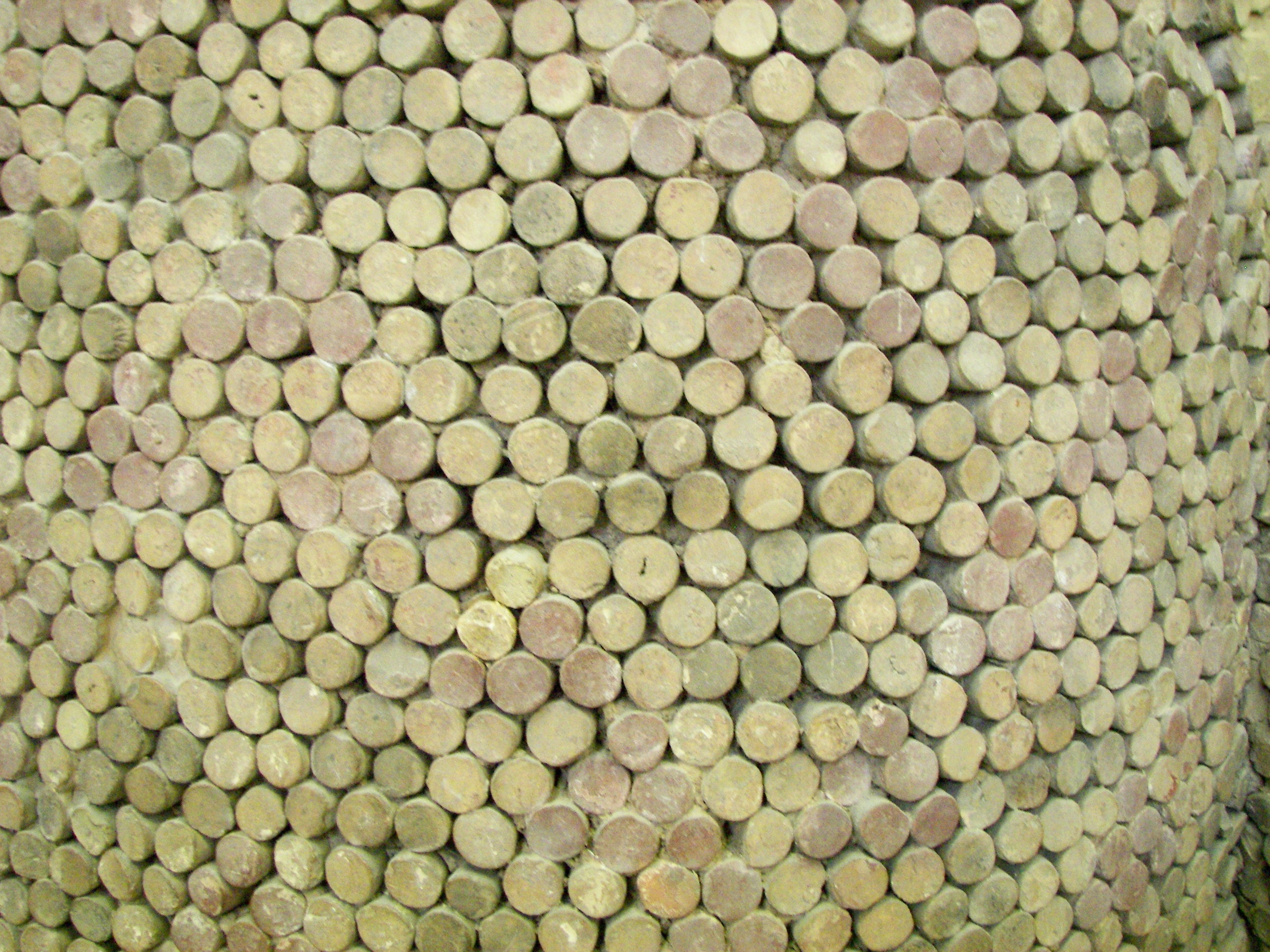
Mosaicos en el templo de Inanna de Uruk, actualmente en el museo de Pérgamo de Berlín.

Las ruinas de Uruk fueron descubiertas en 1844 por una expedición inglesa al mando de sir William Loftus. Los exploradores se sintieron intrigados por su gran tamaño y pocos años después sir Henry Rawlinson las identificó con la ciudad bíblica de Erech. Entre 1850 y 1854 Loftus realizó unas pocas investigaciones en la zona, recogiendo algunas tablillas y sarcófagos de arcilla.
La primera excavación sistemática (1912-1914) fue realizada por un equipo alemán guiado por Julius Jordan antes de la Primera Guerra Mundial, a cuyo comienzo se retiraron, regresando en 1928 para continuar hasta 1939. La excesiva fijación de los pioneros alemanes por los aspectos arquitectónicos del yacimiento hizo que se dejara de lado la información que podrían haber aportado las piezas cerámicas en lo relativo a la datación de los niveles. En 1954 se reanudó el trabajo arqueológico bajo la dirección de H. Lenzen y se realizaron excavaciones sistemáticas en los años siguientes, las cuales finalizaron en 1990. Estas excavaciones dieron con algunos de los documentos sumerios más antiguos y una gran cantidad de tablillas legales del período seléucida, las cuales fueron publicadas por Adam Falkenstein y otros epigrafistas alemanes. Las a veces poco cuidadosas anotaciones de los primeros arqueólogos fueron reexaminadas durante la década de 1980.

### Niveles arqueológicos de Uruk
Arqueológicamente se han descubierto varias ciudades de Uruk construidas una encima de la otra en orden cronológico.
- Uruk XVIII. Período de Eridu (c 5.000 a. C.). Fundación de Uruk.
- Uruk XVIII-XVI. El Obeid Tardío (4.800–4.200 a. C.)
- Uruk XVI-X. Período de Uruk Temprano (4000–3800 a. C.)
- Uruk IX-VI. Período de Uruk Medio (3800–3400 a. C.)
- Uruk V-IV. Período de Uruk Tardío (3400–3100 a. C.). Construcción de los primeros templos monumentales del distrito de Eanna. Primeros restos escritos.
- Uruk III. Período Yemdet Nasr (3100–2900 a. C. Construcción de la muralla de la ciudad de 9 km.
- Uruk II. Período dinástico arcaico (2900-2334 a. C.)
- Uruk I.